# A.S. Giorgianna
AS Giorgianna là một câu lạc bộ bóng đá Ý có trụ sở tại San Giorgio ở Bosco, Veneto.

## Lịch sử
Đội được thành lập vào năm 1990 với tên Giorgianna, sau khi sáp nhập giữa San Giorgio ở Bosco và Sant'Anna Morosina. Trong mùa giải 1996*1997, đội chơi ở Serie D. Vào cuối mùa giải 19989999 Eccellenza, đội đã bị giải thể. Trong mùa 1999-2000, một đội mới, Calcio San Giorgio In Bosco, được thành lập.

## Màu sắc và huy hiệu
Màu sắc của nó là đỏ và xanh lá cây.